# فولديمار فويغت
فولديمار فويغت (بالألمانية: Woldemar Voigt) هو عالم فيزياء ألماني.